# Nethinius semirufus
Nethinius semirufus là một loài bọ cánh cứng trong họ Cerambycidae.